# Acarioză

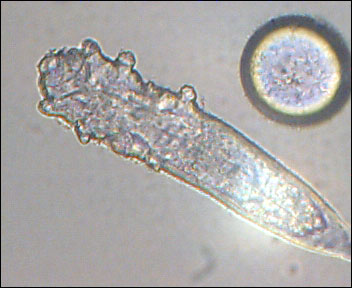
Acarian din genul Demodex

Acariozele sunt un grup de boli contagioase parazitare provocate de acarieni, care pot afecta atât omul, cât și animalele. Forma sub care se manifestă boala depinde de specia de acarian implicată și de specia infestată. 

## Forme clinice de acarioză

### Acarioze cutanate

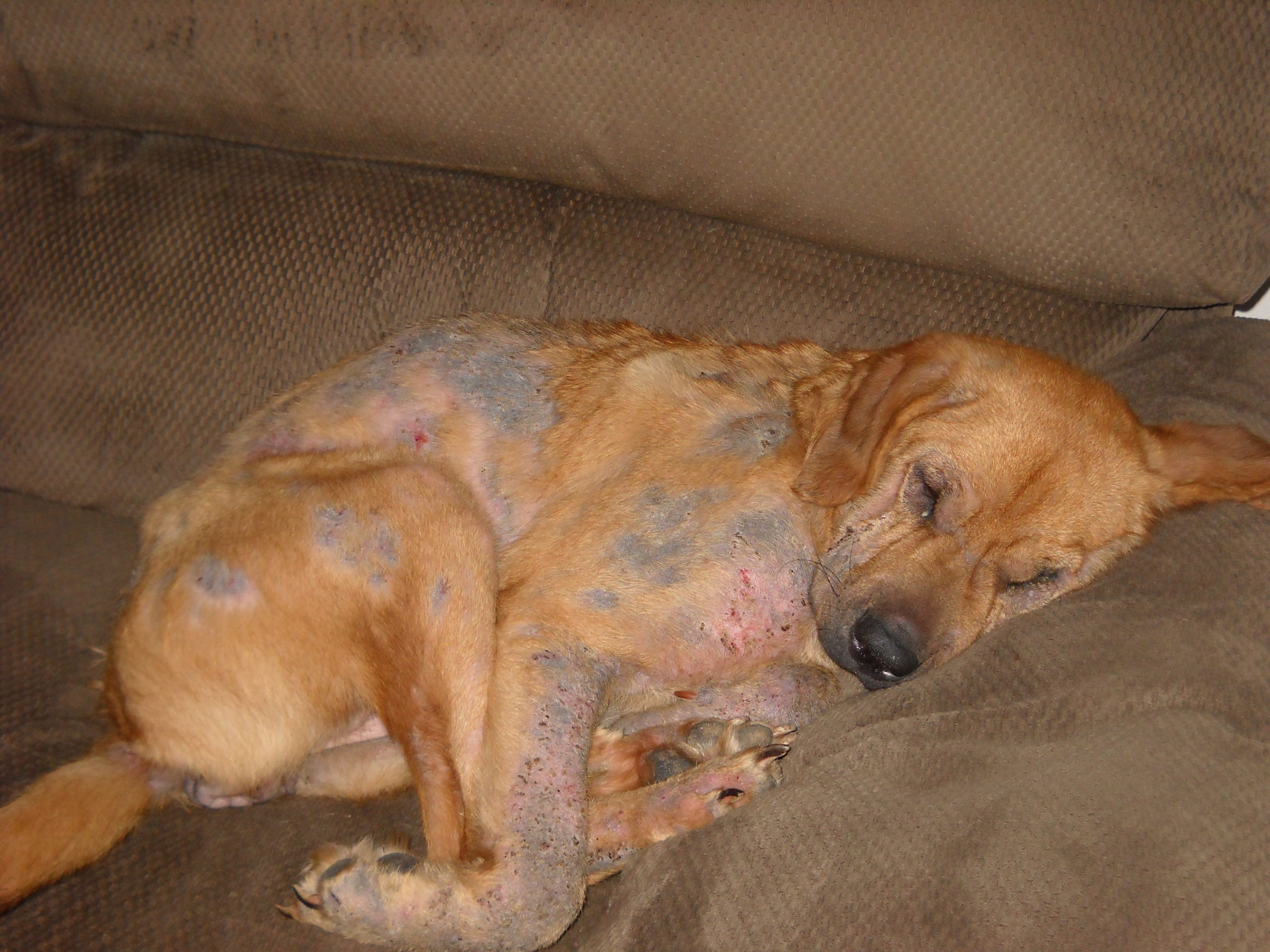
Câine cu demodicoză (râia roșie)

#### Demodicoza
Numită și demodecie, demodicoza este o acarioză a mamiferelor provocată de specii din genul Demodex, care se localizează la nivelul foliculilor piloși și al glandelor sebacee, determinând diverse leziuni cutanate (erupții scuamoase, depilație). Speciile infestante de acarieni au specificitate față de specia infestată și nu se transmit de la o specie la alta.
Speciile din genul Demodex care parazitează omul sunt: Demodex folliculorum și Demodex brevis. 
La câine, demodicoza, numită și râia roșie, este provocată de Demodex canis, care se transmite în cadrul speciei de la cățeaua care alăptează la puii săi, afectând în special animalele tinere (3-6 luni). Nu este transmisibilă la om.
La pisică, demodicoza este provocată de Demodex cati și D. gatoi, care se localizează la nivelul pielii și în canalul auricular. Boala manifestă este rară și apare la pisicile cu diverse tulburări metabolice. Se poate transmite de la o pisică la alta.

#### Râia sarcoptică
Râia sarcoptică este o dermatoză parazitară provocată de mai multe specii de paraziți din familia Sarcoptidae. Afectează atât omul, cât și alte specii de mamifere: ovine, caprine, bovine, cabaline, porcine, canide.
Cea mai cunoscută acarioză cutanată a omului este scabia, o dermatoză provocată de acarianul Sarcoptes scabiei.

#### Râia auriculară
O formă de râie auriculară comună cîinilor și pisicilor este provocată de acarianul Otodectes Cynotis.
La iepure, râia auriculară este provocată de Psoroptes cuniculis.

#### Rîia văroasă
Numită și râia picioarelor sau cnemidocoptoză, râia văroasă este o dermatoză crustoasă proliferativă a păsărilor provocată de acarianul Cnemidocoptes mutans.

### Acarioze respiratorii

#### Acarapioza albinelor

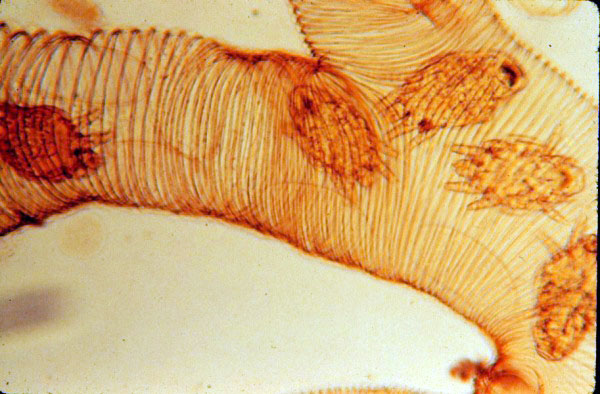
Acarapioza albinelor, imagine microscopică a unei traheei parazitate

Acarapioza este o acarioză respiratorie a albinelor provocată de specia Acarapis woodi, care se înmulțește în traheile albinelor, asfixiindu-le. Boala se răspândește printre albine prin rame infectate sau indivizi bolnavi. Ea se combate prin gazarea stupilor cu acaricide, precum salicilatul de metil.

#### Acarioza respiratorie la păsări
Este produsă de acarieni ai căilor respiratorii, cum sunt Sternostomia tracheocolum (păduchele traheal) și Cytodites nudus. Acarioza respiratorie este o boală care evoluează cu tulburări respiratorii, stare de oboseală cronică, slăbire, asfixie, putând duce chiar la moartea păsării.